# カザフスタン共和国軍
カザフスタン共和国軍（カザフスタンきょうわこくぐん、Қазақстан Республикасы Қарулы Күштері）は、カザフスタン共和国の国軍。旧ソ連軍の中央アジア軍管区の部隊を継承して現在に至る。

## 歴史
1991年10月25日、カザフ・ソビエト社会主義共和国国家防衛委員会創設。
1992年5月7日、カザフスタン共和国軍が創設され、国家防衛委員会はカザフスタン国防省に改称された。
1993年2月11日、最初の軍事ドクトリンが承認。4月2日、カザフスタン海軍創設。4月9日、国防及びカザフスタン共和国軍法成立。
1994年4月1日、平和維持軍独立自動車化狙撃大隊編成。5月6日、アクチュビン民間航空高等飛行学校に空軍学部創設。
1995年2月10日、CIS加盟国統合防空システムの創設に関する協定に署名。
1996年8月1日、国防省幼年団（幼年学校）創設。6月4日、アクチュビン民間航空高等飛行学校がT.Ya.ベゲリディノフソ連邦英雄名称アクチュビン高等軍事航空学校に改編。7月18日、軍旗制定。8月17日、海軍旗掲揚。9月13日、空軍旗と防空軍旗を手交。
1997年2月11日、アルマ・アタ高等軍事学校をカザフスタン共和国軍軍事アカデミーに改編。同日、制服と識別章が制定される。4月22日、憲兵部隊の編成が始まる。11月17日、カザフスタン共和国軍総本部が参謀本部に改編。
1998年、防空軍、国境警備軍、一般任務軍の3軍種制定。11月27日、諸兵科共通操典制定。
1999年3月27日、S.K.ヌマガムベトフ上級大将名称「ジャス・ウラン」共和国学校創設。7月2日、国境警備軍がカザフスタン国家保安委員会国境庁に改編。
2000年2月10日、新軍事ドクトリン承認。7月6日、機動軍が創設され、軍管区制度が導入される。
2001年3月20日、契約制軍務法採択。5月7日、軍管区に軍旗授与。10月15日、国防省無線電子・通信軍事技術大学創設。
2002年9月21日、カザフスタン共和国軍軍事アカデミー開校。
2003年、軍事アカデミーが国防大学に再編。
2004年1月16日、参謀本部が参謀長委員会に改編。5月7日、現在の地上軍、防空軍、海軍の3軍種が確立し、機動軍が空中機動軍に改編された。また、軍管区は地域司令部に改編された。7月10日、アクチュビン高等軍事航空学校が防空軍軍事大学に、高等海軍学校は海軍大学に改称された。10月31日、アルマ・アタ高等軍事学校が地上軍軍事大学に改称。
2006年7月8日、新しい軍服と識別章が導入される。

## 機構

### 三軍
カザフスタン共和国軍は、地上軍（陸軍）、防空軍（空軍）、海軍の3軍種から成る。最高司令部予備の空中機動軍、独立兵科たるロケット・砲兵軍は、2009年4月に地上軍に編入された。
- 地上軍（Құрлық әскерлері）
  - 空中機動軍（Аэроұтқыр әскерлері）
  - ロケット・砲兵軍（Ракета әскерлері және артиллерия）
  - アスタナ地域司令部
  - 東部地域司令部
  - 西部地域司令部
  - 南部地域司令部
- 防空軍（Әуе қорғанысы күштері）
- 海軍（Әскери теңіз күштері）

地上軍は、4個地域司令部に分かれる。
海軍については、カザフスタン海軍艦艇一覧も参照。

### 統制機関
- カザフスタン国防省
  - カザフスタン共和国軍参謀長委員会（統合参謀会議）
    - カザフスタン共和国軍後方部

## 階級

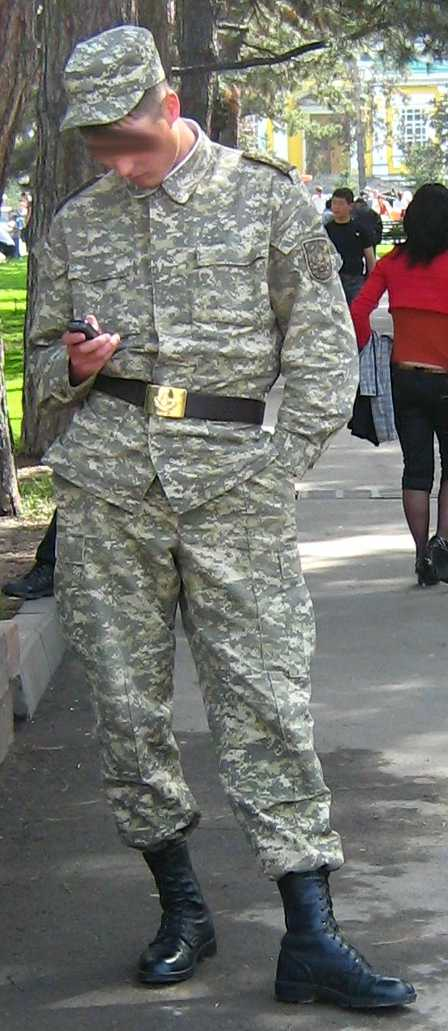
休憩中のカザフスタン共和国軍兵。アルマトイにて撮影

カザフスタン共和国軍には、陸軍式と海軍式の2種類が存在する。上級大将の階級は、陸軍式のみしかない。なお、航空隊の飛行、技術兵科の将官の階級には、「航空」の語を冠する。右側の表記は、カザフ語。

### 陸軍式階級
陸軍式階級の一覧。
- 士官：
  - 将官：
    - 上級大将：
    - 大将：генерал-полковник
    - 中将：генерал-лейтенант
    - 少将：генерал-майор

  - 佐官：
    - 大佐：полковник
    - 中佐：
    - 少佐：

  - 尉官：
    - 大尉：
    - 中尉：
    - 少尉：

  - 下士官：
    - 先任曹長：
    - 本部曹長：
    - 一等曹長：
    - 二等曹長：
    - 三等曹長：
    - 上級軍曹：
    - 軍曹：
    - 伍長：

  - 兵：
    - 上等兵：
    - 兵：

### 海軍式階級
海軍式階級の一覧。
- 士官：
  - 将官：
    - 大将：
    - 中将：
    - 少将：

  - 佐官：
    - 大佐：
    - 中佐：
    - 少佐：

  - 尉官：
    - 大尉：
    - 中尉：
    - 少尉：

  - 下士官：
    - 先任曹長：
    - 本部曹長：
    - 一等曹長：
    - 二等曹長：
    - 三等曹長：
    - 兵曹長：
    - 一等兵曹：
    - 二等兵曹：

  - 兵：
    - 上等水兵：
    - 水兵：

## 準軍隊
カザフスタンには、カザフスタン共和国軍の外、各省庁が管轄する準軍隊が存在する。これら準軍隊は、平時は各省庁が管轄するが、戦時は国防省の統制下に入る。
- 内務省国家警備隊（英語版）
- 国家保安委員会国境庁
- 共和国親衛隊

## 共和国軍の軍章

カザフスタン共和国軍の軍章
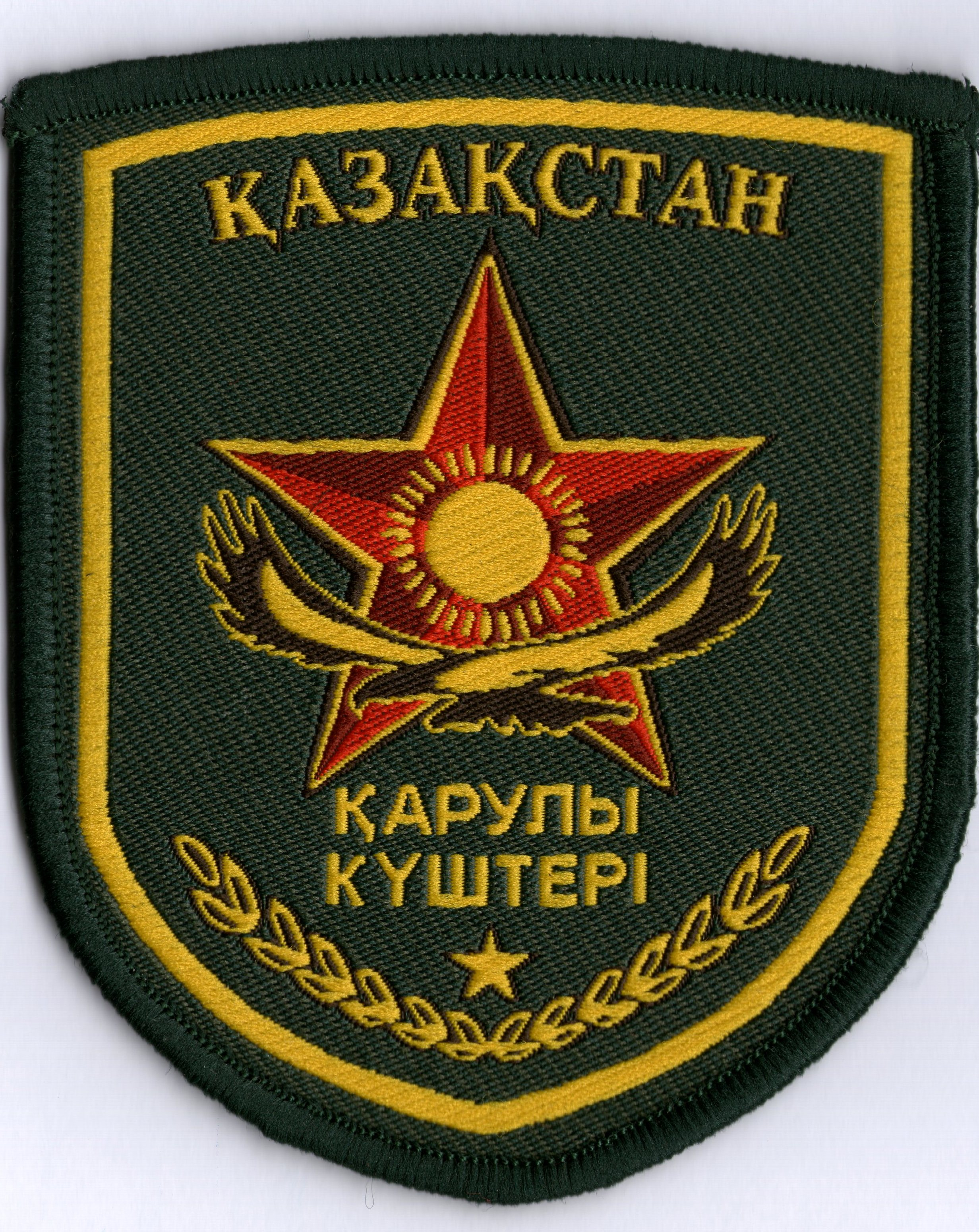
カザフスタン陸軍用の軍章。合同武装のサインとしても使用
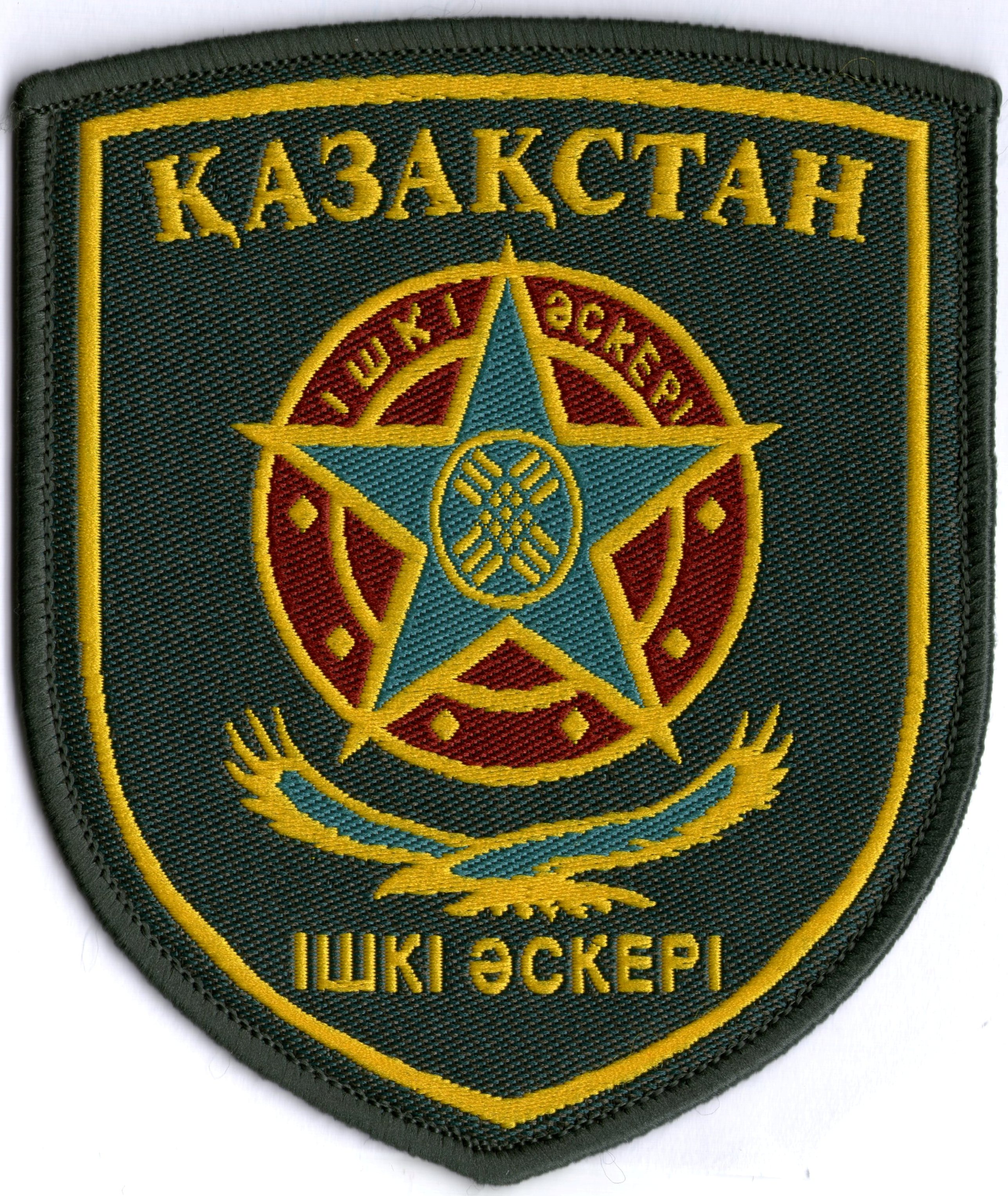
カザフスタン内務省国内軍用の軍章
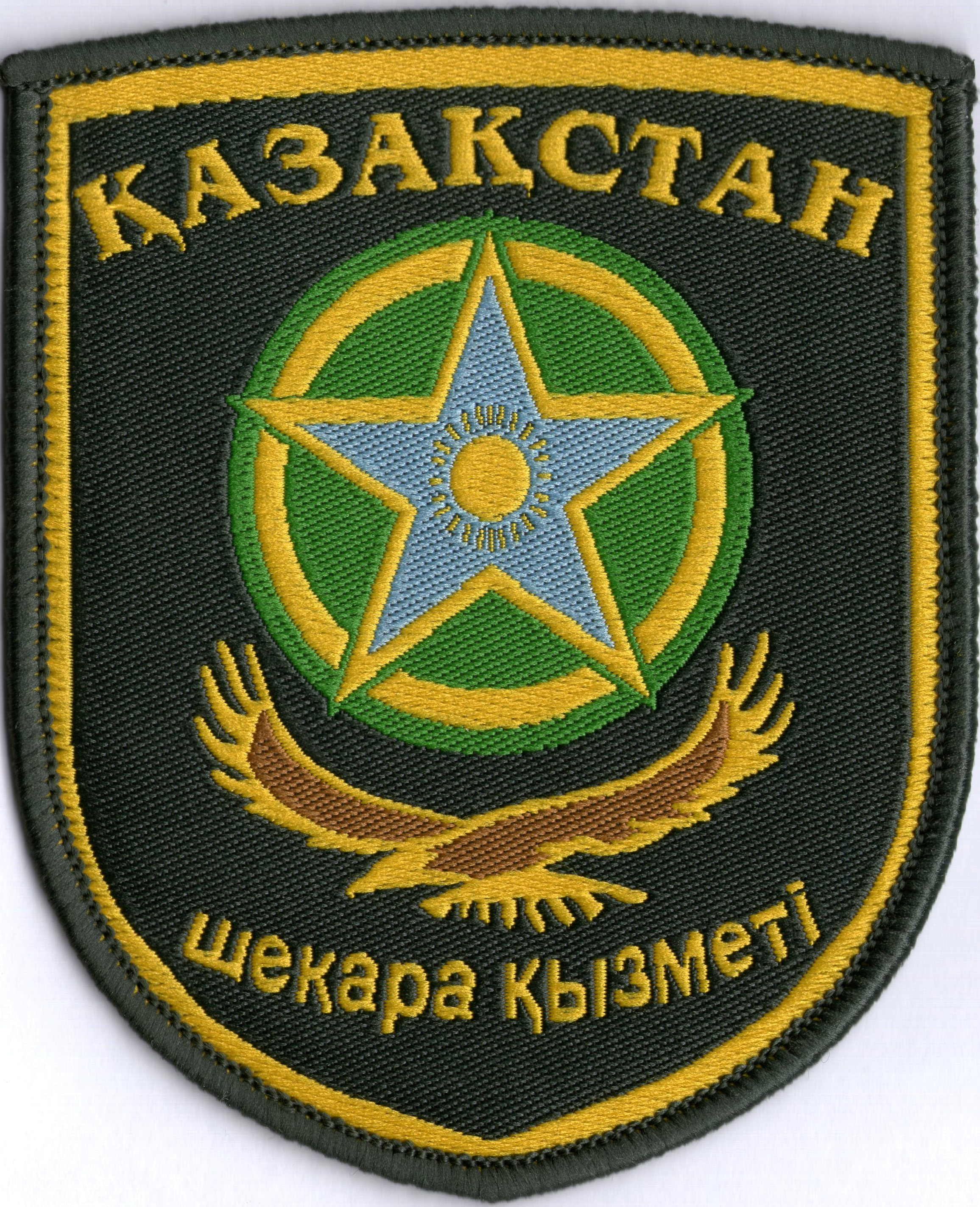
カザフスタン共和国安全保障会議の国境警備隊用
アルイスタンの軍章
カザフスタン空中機動軍用
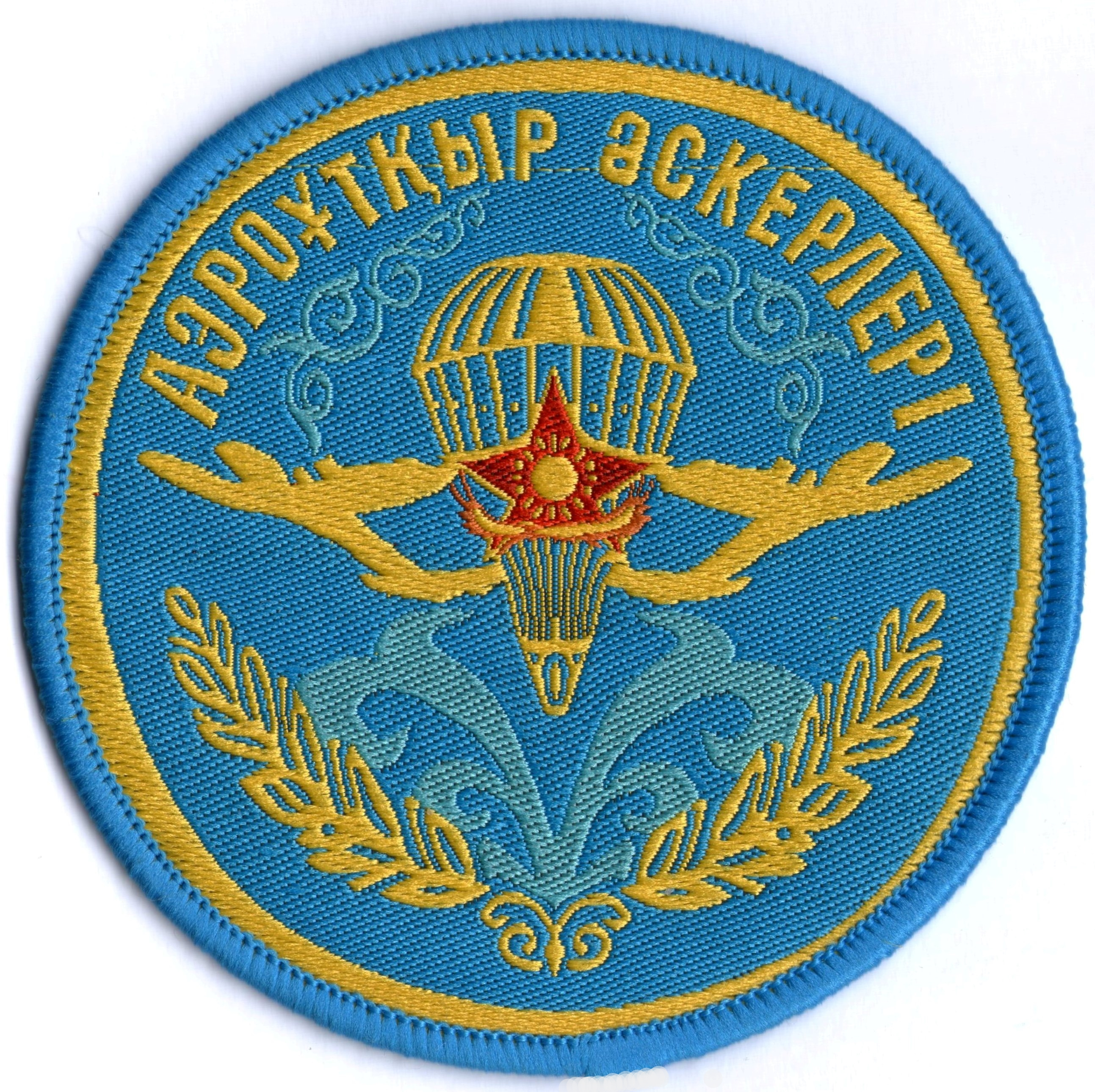
空中機動軍の航空隊が身に着けている軍章
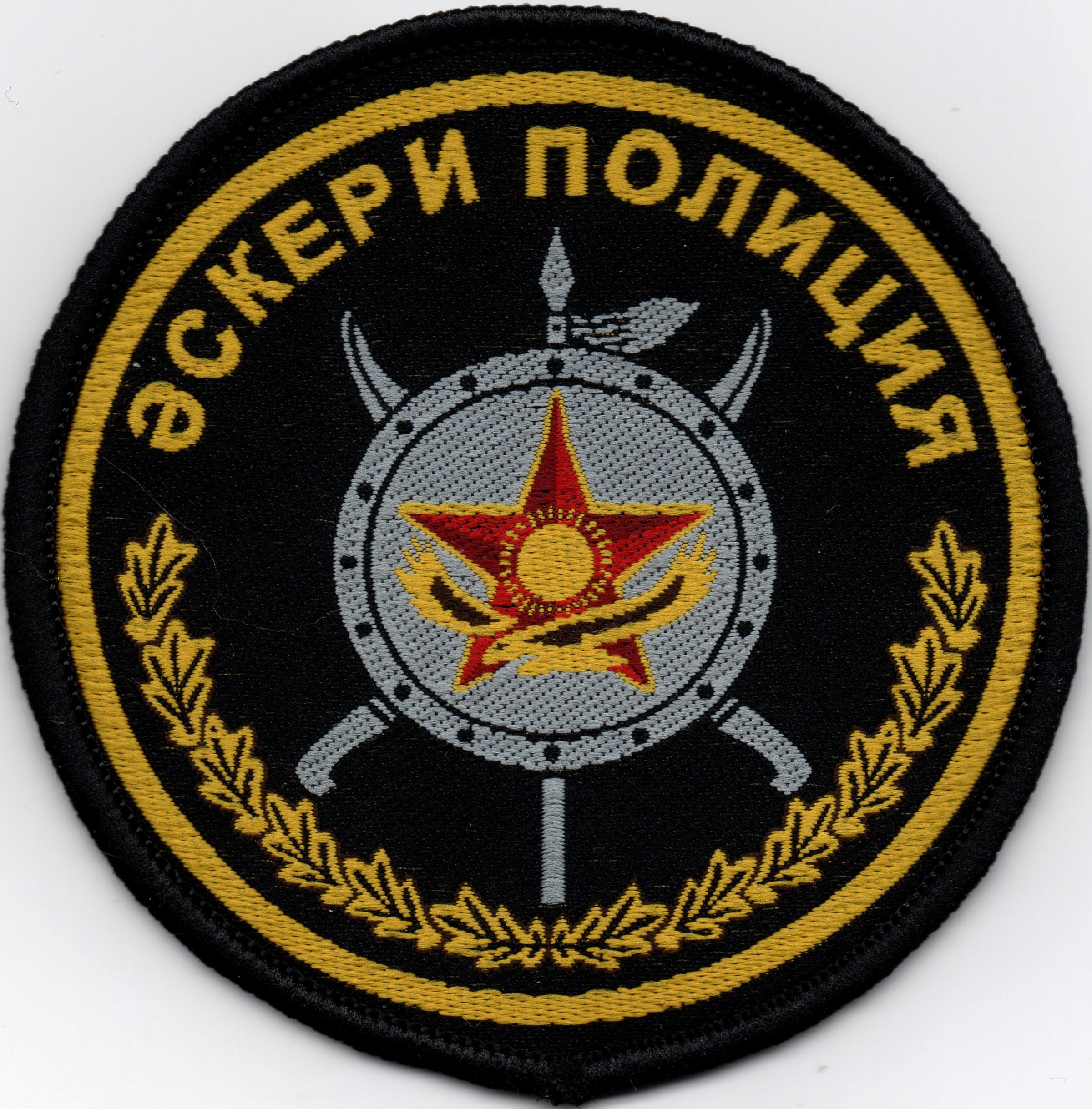
カザフスタン軍事警察用